# Coreaú (ort)
Coreaú är en ort i Brasilien.   Den ligger i kommunen Coreaú och delstaten Ceará, i den östra delen av landet, 1 600 km nordost om huvudstaden Brasília. Coreaú ligger 165 meter över havet och antalet invånare är 12 383.
Terrängen runt Coreaú är platt åt nordväst, men åt sydost är den kuperad. Runt Coreaú är det ganska glesbefolkat, med 36 invånare per kvadratkilometer.. Det finns inga andra samhällen i närheten.
Omgivningarna runt Coreaú är huvudsakligen savann.